# Ryan Longwell
Ryan Longwell (* 16. August 1974 in Seattle, Washington) ist ein ehemaliger US-amerikanischer American-Football-Spieler auf der Position des Kickers. Er spielte acht Jahre für die Green Bay Packers, fünf Jahre für die Minnesota Vikings und in einem Play-off-Spiel für die Seattle Seahawks in der National Football League (NFL).

## College
Longwell besuchte die University of California, in dessen Team er sowohl als Kicker, als auch als Punter tätig war. Er feierte sportliche Erfolge im College Football und schloss zudem mit einem Bachelor in Englisch ab.

## NFL

### Green Bay Packers
1997 unterschrieb Ryan Longwell, ohne in den NFL Draft gekommen zu sein, einen Vertrag bei den Green Bay Packers. Zuvor war er bereits bei den San Francisco 49ers unter Vertrag, blieb aber ohne Einsatz. Er erreichte mit den Packers den Super Bowl (XXXII), wo ihm ein Field Goal sowie drei Extrapunkte gelangen. Sein Vertrag lief 2006 aus und wurde nicht verlängert.

### Minnesota Vikings
Die Minnesota Vikings sicherten sich die Dienste des damals 31-Jährigen. In seinem zweiten Spiel für die Vikings war er beim 16:13-Sieg gegen die Carolina Panthers für sämtliche Punkte verantwortlich. Er erzielte drei Field Goals und warf einen Touchdown nach einem vorgetäuschten Field-Goal-Versuch.

### Seattle Seahawks
Nachdem sich der Kicker der Seattle Seahawks, Steven Hauschka, im Play-off-Spiel gegen die Washington Redskins an der Wade verletzte, verpflichteten die Seahawks Longwell am 9. Januar 2013 als Ersatzmann. Longwell hatte zuvor in der Saison 2012 kein Spiel bestritten und war ohne Team. Er kickte im Play-off-Spiel gegen die Atlanta Falcons vier Extrapunkte, die Seahawks verloren dennoch mit 28:30. Im August 2013 gab Longwell bekannt seine Karriere als Spieler der Green Bay Packers zu beenden.